# Плавание на Маккабиаде 2022
Соревнования по плаванию на Маккабиаде 2022 прошли с 17 по 22 июля в национальном бассейне института Уингейта в различных возрастных категориях, а также среди паралимпийцев.
Участвовали спортсмены из 28 стран: , , , , , , , , , , , , , , , , , , , , , , , , , , , 

## Спортивные объекты
| Национальный бассейн. Институт Уингейт. |
| --------------------------------------- |
|                                         |
| Вместимость: 1200                       |

## Медали (Общий зачёт)
| Общее количество медалей | Общее количество медалей | Общее количество медалей | Общее количество медалей | Общее количество медалей | Общее количество медалей |
| Место                    | Страна                   | Золото                   | Серебро                  | Бронза                   | Всего                    |
| ------------------------ | ------------------------ | ------------------------ | ------------------------ | ------------------------ | ------------------------ |
| 1                        | Израиль                  | 32+28+1                  | 22+29+5                  | 22+26+6                  | 76                       |
| 2                        | США                      | 2+7+5                    | 9+9+1                    | 5+5+0                    | 16                       |
| 3                        | Канада                   | 0                        | 1                        | 3                        | 4                        |
| 4                        | Австралия                | 0                        | 0                        | 2                        | 2                        |
| 5                        | Смешанная команда        | 0                        | 1                        | 1+1                      | 2                        |
| 6                        | Литва                    | 0                        | 1                        | 0                        | 1                        |
| 7                        | Бразилия                 | 0                        | 0                        | 1+2                      | 1                        |
| 8                        | ЮАР                      | 2                        | 2                        | 6                        | 10                       |
| 9                        | Киргизия                 | 2                        | 0                        | 0                        | 2                        |
| 11                       | Швейцария                | 1                        | 0                        | 0                        | 1                        |
| Всего                    | Всего                    | '                        | '                        | '                        | '                        |

## Медали (Юниоры U16)
| Общее количество медалей | Общее количество медалей | Общее количество медалей | Общее количество медалей | Общее количество медалей | Общее количество медалей |
| Место                    | Страна                   | Золото                   | Серебро                  | Бронза                   | Всего                    |
| ------------------------ | ------------------------ | ------------------------ | ------------------------ | ------------------------ | ------------------------ |
| 1                        | Израиль                  | 32                       | 22                       | 22                       | 76                       |
| 2                        | США                      | 2                        | 9                        | 5                        | 16                       |
| 3                        | Канада                   | 0                        | 1                        | 3                        | 4                        |
| 4                        | Австралия                | 0                        | 0                        | 2                        | 2                        |
| 5                        | Смешанная команда        | 0                        | 1                        | 1                        | 2                        |
| 6                        | Литва                    | 0                        | 1                        | 0                        | 1                        |
| 7                        | Бразилия                 | 0                        | 0                        | 1                        | 1                        |
| Всего                    | Всего                    | 34                       | 34                       | 34                       | 102                      |

### Медалисты (Юниоры U16)

#### Женщины
| Дисциплина                                                 | Золото                                                                      | Серебро                                                               | Бронза                                                      |
| 50 метров вольным стилем (женщины, U16)                    | Шейн Голан (00:26.31)                                                       | Эльза Мошкович (00:27.10)                                             | Роми Сабо (00:27.14)                                        |
| 100 метров вольным стилем (женщины, U16)                   | Шейн Голан (00:57.67)                                                       | Альма Глассман (00:58.42)                                             | Линой Ниссан (01:00.77)                                     |
| 200 метров вольным стилем (женщины, U16)                   | Офек Адир (02:07.25)                                                        | Реут Рот ( 02:11.10)                                                  | Ребека Андрович (02:11.74)                                  |
| 400 метров вольным стилем (женщины, U16)                   | Омер Шварц (04:25.31)                                                       | Саманта Гамильтон (04:31.72)                                          | Ребека Андрович (04:32.94)                                  |
| 800 метров вольным стилем (женщины, U16)                   | Офек Адир (09:05.73)                                                        | Саманта Гамильтон (09:16.76)                                          | Эмили Голос (09:26.84)                                      |
| 1500 метров вольным стилем (женщины, U16)                  | Омер Шварц (17:34.99)                                                       | Саманта Гамильтон (17:44.23)                                          | Ноа Бардеран (17:49.93)                                     |
| 100 метров баттерфляем (женщины, U16)                      | Линой Ниссан (01:03.41)                                                     | Цуф Гертопский (01:04.32)                                             | Сойер Давидов (01:05.34)                                    |
| 200 метров баттерфляем (женщины, U16)                      | Лия Зейда (02:24.39)                                                        | Авив Пинтер (02:26.85)                                                | Эден Бутбуль (02:29.13)                                     |
| 100 метров брассом (женщины, U16)                          | Керен Айзбрух (01:13.55)                                                    | Ким Гершкович (01:15.05)                                              | Ной Готлиб (01:18.38)                                       |
| 200 метров брассом (женщины, U16)                          | Керен Айзбрух (02:37.71)                                                    | Ким Гершкович (02:45.56)                                              | Елизавета Фролова (02:49.01)                                |
| 100 метров на спине (женщины, U16)                         | Мейталь Фликштейн (01:05.67)                                                | Мейталь Шергин (01:08.02)                                             | Эллисон Лейк (01:08.16)                                     |
| 200 метров на спине (женщины, U16)                         | Мейталь Фликштейн (02:22.24)                                                | Алия Блюм (02:22.36)                                                  | Эллисон Лейк (02:27.99)                                     |
| 200 метров комплексным плаванием (женщины, U16)            | Керен Айзбрух (02:21.44)                                                    | Альма Глассман (02:24.07)                                             | Линой Ниссан (02:26.25)                                     |
| 400 метров комплексным плаванием (женщины, U16)            | Керен Айзбрух (04:57.14)                                                    | Альма Глассман (05:09.52)                                             | Алия Блюм (05:16.33)                                        |
| эстафета 4×50 метров комплексным плаванием (женщины, U16)  | Мейталь Фликштейн, Ким Гершкович, Альма Блюменфельд, Шейн Голанд (01:59.12) | Элисон Лейк, Элана Роудж, Сойер Давидов, Сидней Антон (02:06.70)      | Алия Блюм, Лили Оверстрит, Шей Гросс, Майя Гоэль (02:11.87) |
| эстафета 4×100 метров комплексным плаванием (женщины, U16) | Анна Глассман, Галь Абельс, Линой Ниссан, Шейн Голанд (04:25.48)            | Элисон Лейк, Элана Роудж, Сойер Давидов, Саманта Гамильтон (04:37.75) | Алия Блюм, Лили Оверстрит, Шей Гросс, Майя Гоэль (04:46.43) |

#### Мужчины
| Дисциплина                                                 | Золото                                                          | Серебро                                                             | Бронза |
| 50 метров вольным стилем (мужчины, U16)                    | Алон Дотан (00:24.07)                                           | Михаил Трусов (00:24.25)                                            | Ален Трибух (00:24.52)                                                                                     |
| 100 метров вольным стилем (мужчины, U16)                   | Натанель Пушка (00:53.37)                                       | Алон Дотан (00:53.90)                                               | Ален Трибух (00:54.15)                                                                                     |
| 200 метров вольным стилем (мужчины, U16)                   | Даниэль Рабинович (01:54.66)                                    | Натанель Пушка (01:58.06)                                           | Итай Хендлер (01:58.12)                                                                                    |
| 400 метров вольным стилем (мужчины, U16)                   | Даниэль Рабинович (04:05.12)                                    | Натанель Новосад (04:11.37)                                         | Итай Хендлер (04:11.38)                                                                                    |
| 800 метров вольным стилем (мужчины, U16)                   | Эден Флоуренс (08:39.56)                                        | Уильям Зигель (08:41.31)                                            | Тамир Ромем (08:46.83)                                                                                     |
| 1500 метров вольным стилем (мужчины, U16)                  | Уильям Зигель (16:37.02)                                        | Адам Ошмянский (16:46.32)                                           | Эйтан Миндлин (16:49.09)                                                                                   |
| 100 метров баттерфляем (мужчины, U16)                      | Даниэль Деревцов (00:56.05)                                     | Итай Розенфельд (00:56.22)                                          | Юваль Шульман (00:58.26)                                                                                   |
| 200 метров баттерфляем (мужчины, U16)                      | Итай Розенфельд (02:06.98)                                      | Эден Флоренц (02:08.73)                                             | Рон Македонский (02:09.34)                                                                                 |
| 100 метров брассом (мужчины, U16)                          | Йоав Ротем (01:05.59)                                           | Ионатан Грачёв (01:06.11)                                           | Даниэль Советов (01:07.65)                                                                                 |
| 200 метров брассом (мужчины, U16)                          | Ионатан Грачёв (02:23.52)                                       | Даниэль Советов (02:25.54)                                          | Эшколь Мазор (02:25.84)                                                                                    |
| 100 метров на спине (мужчины, U16)                         | Аукан Голдин (00:57.97)                                         | Нив Коэн (00:58.97)                                                 | Лев Штейнберг (00:59.89)                                                                                   |
| 200 метров на спине (мужчины, U16)                         | Аукан Голдин (02:04.92)                                         | Даниэль Рабинович (02:07.18)                                        | Нив Коэн (02:09.01)                                                                                        |
| 200 метров комплексным плаванием (мужчины, U16)            | Иоав Ротем (02:12.07)                                           | Рон Македонский (02:14.10)                                          | Эйтан Сильвер (02:14.61)                                                                                   |
| 400 метров комплексным плаванием (мужчины, U16)            | Рон Македонский (04:42.99)                                      | Пелег Клайн (04:45.02)                                              | Нитай Розенберг (04:46.90)                                                                                 |
| эстафета 4×50 метров комплексным плаванием (мужчины, U16)  | Нив Коэн, Марк Телер, Юваль Шульман, Альмог Абутбуль (01:48.83) | Эйтан Миндлин, Элиас Корн, Эйтан Сильвер, Финн Арриллага (01:53.54) | Рафаэль Калихштейн, Йонатан Коэн, Дваид Вайсенберг, Андре Гольдман (01:58.23)                              |
| эстафета 4×100 метров комплексным плаванием (мужчины, U16) | Том Китчев, Йоав Ротем, Итай Розенфельд, Алон Дотан (04:00.60)  | Эйтан Миндлин, Элиас Корн, Эйтан Сильвер, Финн Арриллага (04:11.29) | (Cмешанная команда) Самуэль Каплан, Самуэль Ховард (USA), Джозеф Хьюинс (AUS), Коди Дэвис (AUS) (04:29.01) |

#### Смешанные эстафеты
| Дисциплина                                    | Золото                                                                | Серебро | Бронза                                                             |
| смешанная эстафета 4×50 вольным стилем (U16)  | Шон Пахтман, Даниэль Рабинович, Офир Симха, Элиза Мошкович (01:44.26) | Финн Аррилагга, Эндрю Беркович, Саманта Гамильтон, Сидней Антон (01:46.08)                                 | Коди Дэвис, Пери Эфранко, Элла Лешец, Джозеф Хьюинс (01:50.23)     |
| смешанная эстафета 4×100 вольным стилем (U16) | Джереми Коу, Финн Аррилагга, Джулия Беыкинд, Сидней Антон (03:56.72)  | Смешанная команда Сандор Писковер (GER), Майя Гоэль (CAN), Шей Гросс (CAN), Михаил Трусов (LTU) (03:58.50) | Коди Дэвис, Ханна Гольдберг, Элла Лешец, Самуэль Каплан (04:04.29) |

## Медали (Открытые соревнования)
| Общее количество медалей | Общее количество медалей | Общее количество медалей | Общее количество медалей | Общее количество медалей | Общее количество медалей |
| Место                    | Страна                   | Золото                   | Серебро                  | Бронза                   | Всего                    |
| ------------------------ | ------------------------ | ------------------------ | ------------------------ | ------------------------ | ------------------------ |
| 1                        | Израиль                  | 28                       | 29                       | 26                       | 83                       |
| 2                        | США                      | 7                        | 9                        | 5                        | 21                       |
| 3                        | ЮАР                      | 2                        | 2                        | 6                        | 10                       |
| 4                        | Киргизия                 | 2                        | 0                        | 0                        | 2                        |
| 5                        | Бразилия                 | 0                        | 0                        | 2                        | 2                        |
| 6                        | Швейцария                | 1                        | 0                        | 0                        | 1                        |
| 7                        | Смешенная команда        | 0                        | 0                        | 1                        | 1                        |
| Всего                    | Всего                    | 40                       | 40                       | 40                       | 120                      |

### Медалисты (открытые соревнования)

#### Женщины
| Дисциплина                                            | Золото                                                                  | Серебро                                                            | Бронза                                                             |
| 50 метров вольным стилем (Open, женщины)              | Джессика Шпилько (00:26.32)                                             | Юваль Сегал (00:26.81)                                             | Нета Усишкин (00:26.82)                                            |
| 100 метров вольным стилем (Open, женщины)             | Ханна Робертсон (00:57.99)                                              | Нога Зильберберг (00:58.49)                                        | Майя Гендель (00:58.54)                                            |
| 200 метров вольным стилем (Open, женщины)             | Дарья Головатая (02:02.97)                                              | Ханна Робертсон (02:05.24)                                         | Юваль Сегал (02:05.40)                                             |
| 400 метров вольным стилем (Open, женщины)             | Ханна Робертсон (04:25.31)                                              | Юваль Сегал (04:28.54)                                             | Майя Энглендер (04:29.07)                                          |
| 800 метров вольным стилем (Open, женщины)             | Ориан Габлан (09:03.19)                                                 | Ева Фабиан (09:07.43)                                              | Ханна Робертсон (09:11.26)                                         |
| 1500 метров вольным стилем (Open, женщины)            | Эрика Шрабер (17:45.63)                                                 | Эден Гольденберг (17:46.04)                                        | Авиталь Флейшман (17:54.06)                                        |
| 100 метров брассом (Open, женщины)                    | Нета Усишкин (01:13.95)                                                 | Бар Горен (01:16.25)                                               | Марцианн Негира (01:16.34)                                         |
| 200 метров брассом (Open, женщины)                    | Эйнав Ронен (02:44.33)                                                  | Бар Горен (02:46.65)                                               | Аталия Меллер (02:51.21)                                           |
| 100 метров баттерфляем (Open, женщины)                | Офир Раках (01:03.37)                                                   | Раз Харель (01:03.92)                                              | Майя Гендзель (01:04.40)                                           |
| 200 метров баттерфляем (Open, женщины)                | Офир Раках (02:16.31)                                                   | Ноа Яиш (02:21.49)                                                 | Мика Бибитко (02:22.15)                                            |
| 100 метров брассом (Open, женщины)                    | Мааян Левкович (01:04.48)                                               | Марцианн Негира (01:04.64)                                         | Том Миенис (01:05.28)                                              |
| 200 метров брассом (Open, женщины)                    | Мааян Левкович (02:19.20)                                               | Том Миенис (02:19.60)                                              | Мэй Лоуи (02:24.49)                                                |
| 200 метров комплексным плаванием (Open, женщины)      | Анастасия Горбенко (02:14.25)                                           | Майя Энглендер (02:23.38)                                          | Ханна Робертсон (02:27.16)                                         |
| 400 метров комплексным плаванием (Open, женщины)      | Мэй Лоуи (05:06.74)                                                     | Майя Энглендер (05:09.41)                                          | Эйнав Ронен (05:15.56)                                             |
| эстафета 4×50 метров вольным стилем (женщины)         | Роми Сабо, Эльса Москович, Офек Адир, Шейн Голанд (01:47.91)            | Негира Марцианн, Том Миенис, Юваль Сегал, Мэй Лоуи (01:50.23)      | Саманта Крю, Хитер Старк, Лейла Брукс, Лаурен Леви (01:52.87)      |
| эстафета 4×100 метров вольным стилем (женщины)        | Нога Зильберберг, Майя Энглендер, Том Миенис, Мааян Левкович (03:57.97) | Офек Адир, Роми Сабо, Вероника Воликов, Шейн Голанд (03:58.31)     | Лаурен Леви, Лейла Брукс, Эрика Шрабер, Саманта Крю (04:06.24)     |
| эстафета 4×50 метров комплексным плаванием (женщины)  | Мааян Левкович, Марцианн Негира, Ноа Яиш, Юваль Сегал (02:01.15)        | Ева Ратнер, Ханна Робертсон, Хлое Гершуни, Эшли Хенеган (02:10.16) | Саманта Крю, Ротем Андежеко, Лаурен Леви, Эрика Шрабер (02:10.29)  |
| эстафета 4×100 метров комплексным плаванием (женщины) | Авиталь Флейшман, Авив Барзелай, Бар Горен, Лея Полонский (04:21.23)    | Саманта Крю, Ротем Андежеко, Лаурен Леви, Эрика Шрабер (04:43.12)  | Ева Ратнер, Ханна Робертсон, Хлое Гершуни, Эшли Хенеган (04:49.51) |

#### Мужчины
| Дисциплина                                            | Золото                                                                          | Серебро                                                                  | Бронза |
| 50 метров вольным стилем (Open, мужчины)              | Мейрон Черути (00:22.14)                                                        | Грегг Личинский (00:22.78)                                               | Зив Калонтаров (00:22.83)                                                                                       |
| 100 метров вольным стилем (Open, мужчины)             | Грегг Личинский (00:50.08)                                                      | Ор Таль (00:50.44)                                                       | Томер Френкель (00:50.53)                                                                                       |
| 200 метров вольным стилем (Open, мужчины)             | Рон Полонский (01:49.32)                                                        | Ор Таль (01:50.66)                                                       | Йоав Романо (01:51.06)                                                                                          |
| 400 метров вольным стилем (Open, мужчины)             | Бар Соловейчик (03:54.75)                                                       | Калеб Кравиц (03:58.29)                                                  | Ор Таль (03:59.86)                                                                                              |
| 800 метров вольным стилем (Open, мужчины)             | Калеб Кравиц (08:08.69)                                                         | Иоав Романо (08:12.84)                                                   | Клиль Ха-Леви (08:14.52)                                                                                        |
| 1500 метров вольным стилем (Open, мужчины)            | Калеб Кравиц (15:45.13)                                                         | Клиль Ха-Леви (15:50.67)                                                 | Маор Горальник (15:58.29)                                                                                       |
| 100 метров брассом (Open, мужчины)                    | Денис Петрашов (01:00.46)                                                       | Кристиан Печугин (01:01.61)                                              | Даниэль Иосифов (01:02.85)                                                                                      |
| 200 метров брассом (Open, мужчины)                    | Денис Петрашов (02:13.19)                                                       | Даниэль Иосифов (02:16.35)                                               | Йонатан Ром (02:16.50)                                                                                          |
| 100 метров баттерфляем (Open, мужчины)                | Галь Коэн (00:53.06)                                                            | Грегг Лишинский (00:53.96)                                               | Илай Коэн (00:54.68)                                                                                            |
| 200 метров баттерфляем (Open, мужчины)                | Тамас Тернер (02:03.20)                                                         | Яав Халаг (02:04.69)                                                     | Дан Кунин (02:06.39)                                                                                            |
| 100 метров брассом (Open, мужчины)                    | Михаэль Лайтаровский (00:55.24)                                                 | Адам Марана (00:55.26)                                                   | Инбар Данцигер (00:55.91)                                                                                       |
| 200 метров брассом (Open, мужчины)                    | Тумаркин, Яков (02:03.52)                                                       | Борис Тавровский (02:05.92)                                              | Ник Розенберг (02:06.43)                                                                                        |
| 200 метров комплексным плаванием (Open, мужчины)      | Тоби Барнетт (02:04.91)                                                         | Шмуэль Вайсбург (02:06.30)                                               | Майк Мардер (02:09.05)                                                                                          |
| 400 метров комплексным плаванием (Open, мужчины)      | Тоби Барнетт (04:29.16)                                                         | Даниэль Эйхель (04:34.22)                                                | Яхав Халаг (04:35.57)                                                                                           |
| эстафета 4×50 метров вольным стилем (мужчины)         | Грегг Лишинский, Самуэль Головин, Ричард Николь, Джакоб Рубин (01:33.38)        | Зив Калонтаров, Илай Коэн, Омер Винер, Маркус Шлезинггер (01:33.39)      | Ален Трибух, Алон Дотан, Аукан Голдин, Натанэль Пушка (01:37.62)                                                |
| эстафета 4×100 метров вольным стилем (мужчины)        | Ник Розенберг, Адам Мараана, Зив Контаров, Кристиан Пичугин (03:26.40)          | Джакоб Рубин, Самуэль Головин, Ричард Николь, Грегг Лишинский (03:32.00) | Натанэль Пушка, Самуэль Головин,Алон Дотан, Ален Трибух (03:38.62)                                              |
| эстафета 4×50 метров комплексным плаванием (мужчины)  | Михаэль Лайтаровский, Кристиан Пичугин, Лиор Мизрахи, Мартин Картави (01:39.35) | Ричард Николь, Тоби Варнетт, Грег Лешинский, Джакоб Рубин (01:43.39)     | Смешанная команда Эван Клайн (USA), Даниэль Бекеши (HUN), Тамас Тернер (SUI), Даниэль Рушицкий (GER) (01:50.48) |
| эстафета 4×100 метров комплексным плаванием (мужчины) | Давид Гречик, Денис Локтев, Эйтан Беншитрит, Ионатан Ицхаки (03:45.23)          | Ричард Николь, Тоби Варнетт, Грег Лешинский, Джакоб Рубин (03:50.80)     | Мики Хендлер, Зак Уотерс, Мэттью Кэррол, Чад Майер (04:24.54)                                                   |

#### Смешанные эстафеты
| Дисциплина                                      | Золото                                                                  | Серебро                                                             | Бронза                                                             |
| смешанная эстафета 4×50                         | Адам Марана, Йонатан Ицхаки, Ноа Яхиш, Нета Усишкин (01:50.83)          | Аукан Голдин, Галь Абельс, Итай Розенфельд, Шейн Голанд (01:53.69)  | Хлоя Гершуни, Зак Ватерс, Чад Майер, Ханна Робертсон (01:58.11)    |
| смешанная эстафета 4×100                        | Адам Марана, Алон Баер, Мэй Лоуи, Нога Зильберберг (04:01.92)           | Аукан Голдин, Керен Айзбрух, Линой Ниссан, Иоав Ротем (04:08.62)    | Ричард Николь, Тоби Барнетт, Лаурен Леви, Саманта Крю (04:08.81)   |
| смешанная эстафета 4×50 вольным стилем (Oupen)  | Зив Калонтаров, Мейрон Черути, Джесика Шпилько, Лорейн Лунгу (01:38.13) | Джакоб Рубин, Грегг Лишинский, Лаурен Леви, Саманта Крю (01:39.74)  | Чад Майер, Мэттью Каррол, Эшли Хенеген, Ханна Робертсон (01:45.93) |
| смешанная эстафета 4×100 вольным стилем (Oupen) | Даниэль Намир, Ор Таль, Ноа Зильберберг, Нета Усишкин (03:39.60)        | Джакоб Рубин, Грегг Лешинский, Эрика Шрабер, Саманта Крю (03:42.39) | Чад Майер, Эшли Хенеган, Мэттью Кэррол, Ханна Робертсон (03:55.54) |

## Медали (Паралимпийское плавание)
| Общее количество медалей | Общее количество медалей | Общее количество медалей | Общее количество медалей | Общее количество медалей | Общее количество медалей |
| Место                    | Страна                   | Золото                   | Серебро                  | Бронза                   | Всего                    |
| ------------------------ | ------------------------ | ------------------------ | ------------------------ | ------------------------ | ------------------------ |
| 1                        | Флаг США                 | 5                        | 1                        | 0                        | 6                        |
| 2                        | Флаг Израиля             | 6                        | 6                        | 6                        | 18                       |
| Всего                    | Всего                    | 11                       | 7                        | 6                        | 24                       |

### Медалисты (Паралимпийское плавание)
В соревнованиях паралимпийцев участвовало 26 спортсменов из четырёх стран (Израиль, Венгрия, Австралия, США). Больше всего медалей выиграл представитель США Давид Гельфанд. Из гостей Маккабиады участвовали пловец из Австралии Гидеон Мельцер (1967) и пловец из Венгрии Янош Бечей Янош Бечей (1968).
В соревнованиях среди юношей отличились Ноам Катав и Денис Лесовецкий.

#### Юноши
| Дисциплина                                      | Золото                     | Серебро                | Бронза |
| 50 метров вольным стилем (Паралимпийцы, юноши)  | Ноам Катав (00:40.18)      | Денис Леовецкий NC     |        |
| 100 метров вольным стилем (Паралимпийцы, юноши) | Ноам Катав (01:26.56)      | Рон Фридман (01:36.14) |        |
| 50 метров баттерфляем (Паралимпийцы, юноши)     | Ноам Катав (00:53.70)      |                        |        |
| 50 метров брассом (Паралимпийцы, юноши)         | Денис Леовецкий (01:03.47) |                        |        |
| 50 метров на спине (Паралимпийцы, юноши)        | Денис Леовецкий (00:54.69) |                        |        |

#### Мужчины
| Дисциплина                                        | Золото                    | Серебро                    | Бронза                      |
| 50 метров вольным стилем (Паралимпийцы, мужчины)  | Давид Гельфанд (00:28.55) | Рон Фридман (00:29.19)     | Саар Цибульский (00:33.46)  |
| 100 метров вольным стилем (Паралимпийцы, мужчины) | Давид Гельфанд (01:02.53) | Рон Фридман (01:14.26)     | Двир Авизрат (01:18.17)     |
| 50 метров баттерфляем (Паралимпийцы, мужчины)     | Давид Гельфанд (00:30.09) | Зив Беттер (00:34.05)      | Ход Кацир (00:53.48)        |
| 50 метров брассом (Паралимпийцы, мужчины)         | Рон Вольперт (00:36.06)   | Давид Гельфанд (00:36.30)  | Моше Циберский (00:47.05)   |
| 50 метров на спине (Паралимпийцы, мужчины)        | Давид Гельфанд (00:33.54) | Саар Цибульский (00:39.64) | Рон Фридман (00:41.55)      |
| 100 метров на спине (Паралимпийцы, мужчины)       | Давид Гельфанд (01:10.28) | Рон Вольперт (01:13.81)    | Захар Цибульский (01:29.80) |

## (Ветераны)
Соревнования прошли с 20 по 22 июля для следующих возрастных категорий: 35-39, 40-44, 45-49, 50-54, 55-59, 60-64, 65-69, 70-74, 75-79, 80+ в плавательном бассейне и на открытой воде.
Соревнования Мастеров проводись на основе времени, а не возраста.
Медали присуждались на основе возрастных групп.
В женском турнире участвовало 138 пловчих из 12 стран, а в мужском 255 спортсменов из 19 стран.

### Медали
| Общее количество медалей | Общее количество медалей | Общее количество медалей | Общее количество медалей | Общее количество медалей | Общее количество медалей |
| Место                    | Страна                   | Золото                   | Серебро                  | Бронза                   | Всего                    |
| ------------------------ | ------------------------ | ------------------------ | ------------------------ | ------------------------ | ------------------------ |
|                          |                          |                          |                          |                          |                          |
|                          |                          |                          |                          |                          |                          |
|                          |                          |                          |                          |                          |                          |
|                          |                          |                          |                          |                          |                          |
|                          |                          |                          |                          |                          |                          |
|                          |                          |                          |                          |                          |                          |
| Всего                    | Всего                    | '                        | '                        | '                        | '                        |

| Общее количество медалей | Общее количество медалей | Общее количество медалей | Общее количество медалей | Общее количество медалей | Общее количество медалей |
| Место                    | Страна                   | Золото                   | Серебро                  | Бронза                   | Всего                    |
| ------------------------ | ------------------------ | ------------------------ | ------------------------ | ------------------------ | ------------------------ |
|                          |                          |                          |                          |                          |                          |
|                          |                          |                          |                          |                          |                          |
|                          |                          |                          |                          |                          |                          |
|                          |                          |                          |                          |                          |                          |
|                          |                          |                          |                          |                          |                          |
|                          |                          |                          |                          |                          |                          |
| Всего                    | Всего                    | '                        | '                        | '                        | '                        |

### Женщины (личные выступления)

#### 35 — 39
| Дисциплина                                           | Золото                     | Серебро                    | Бронза                     |
| 50 метров вольным стилем (Ветераны, женщины)         | Дарья Ильева (00:29.64)    | Майя Мендель (00:29.98)    | Лаура Фейнгольд (00:38.03) |
| 100 метров вольным стилем (Ветераны, женщины)        | Майя Мендель (01:05.36)    | Ади Сегал Дори (01:06.15)  | Ольга Розенталь (01:10.82) |
| 200 метров вольным стилем (Ветераны, женщины)        | Ади Сегал Дрори (02:23.75) | Майя Мендель (02:24.55)    | Ольга Розенталь (02:36.16) |
| 400 метров вольным стилем (Ветераны, женщины)        | Майя Мендель (05:09.56)    | Ольга Розенталь (05:35.13) | Ноа Клерман NS             |
| 50 метров брассом (Ветераны, женщины)                | Моран Бурла (00:49.16)     | Шани Блау (00:51.76)       | Лиор Флексер (00:52.93)    |
| 100 метров брассом (Ветераны, женщины)               | Моран Бурла (01:49.39)     | Лиор Флексер (01:55.87)    | Яэль Фридланд (01:56.45)   |
| 200 метров брассом (Ветераны, женщины)               | Моран Бурла (03:54.45)     | Яэль Фридланд (04:08.44)   | Лиор Флексер (04:17.12)    |
| 50 метров баттерфляем (Ветераны, женщины)            | Михаль Газит (00:33.14)    | Тамар Шахар (00:46.05)     |                            |
| 100 метров баттерфляем (Ветераны, женщины)           | Ади Сегал (01:11.90)       | Тамар Шахар (01:52.83)     |                            |
| 50 метров на спине (Ветераны, женщины)               | Михаль Газит (00:33.66)    | Яэль Фридланд (00:57.25)   |                            |
| 100 метров на спине (Ветераны, женщины)              | Михаль Газит (01:13.83)    | Дарья Ильев (01:18.89)     | Двори Штайнмет (01:25.23)  |
| 200 метров на спине (Ветераны, женщины)              | Двори Штайнмет (03:01.61)  | Лиор Флексер (03:52.90)    | Ноа Клерман DNS            |
| 200 метров комплексным плаванием (Ветераны, женщины) | Двори Штайнмет (03:01.44)  | Лиор Флексер (03:51.98)    |                            |

#### 40 — 44
| Дисциплина                                           | Золото                      | Серебро                      | Бронза                       |
| 50 метров вольным стилем (Ветераны, женщины)         | Шири Бен Шохам (00:33.92)   | Моран Грумер Горн (00:36.55) | Шломит Сорек (00:36.87)      |
| 100 метров вольным стилем (Ветераны, женщины)        | Галит Лисогорски (01:09.96) | Тамар Сегев (01:13.07)       | Шири Бен Шохам (01:13.22)    |
| 200 метров вольным стилем (Ветераны, женщины)        | Эйнат Мейталь (02:27.24)    | Галит Лисогорски (02:35.95)  | Тамар Сегев (02:40.23)       |
| 400 метров вольным стилем (Ветераны, женщины)        | Эйнат Мейталь (05:05.86)    | Силони Ротем (06:39.16)      |                              |
| 50 метров брассом (Ветераны, женщины)                | Гила Мельхнер (00:40.28)    | Реут Маран (00:41.33)        | Шломит Сорек (00:42.45)      |
| 100 метров брассом (Ветераны, женщины)               | Реут Маран (01:29.00)       | Гила Мельхнер (01:30.23)     | Шломит Сорек (01:32.54)      |
| 50 метров баттерфляем (Ветераны, женщины)            | Гила Мельхнер (00:34.86)    | Ямит Даон (00:35.46)         | Ади Менахем Беер (00:40.15)  |
| 100 метров баттерфляем (Ветераны, женщины)           | Эйнат Мейталь (01:18.70)    | Гила Мельхнер (01:18.82)     | Ямит Даон (01:29.44)         |
| 200 метров брассом (Ветераны, женщины)               | Реут Маран (03:15.49)       | Шломит Сорек (03:23.11)      | Моран Грумер-Хорн (03:40.78) |
| 50 метров на спине (Ветераны, женщины)               | Гила Мельхнер (00:38.72)    | Ширли Бен Шохам (00:40.13)   | Моран Грумер-Хорн (00:44.80) |
| 100 метров на спине (Ветераны, женщины)              | Тамар Сегев (01:23.61)      | Реут Маран (01:25.46)        | Ади Менахем Беэр (01:29.82)  |
| 200 метров на спине (Ветераны, женщины)              | Тамар Сегев (03:05.13)      | Реут Маран (03:11.09)        | Ротем Силони (03:36.94)      |
| 200 метров комплексным плаванием (Ветераны, женщины) | Реут Маран (03:02.78)       | Ямит Даон (03:21.32)         |                              |

#### 45 — 49
| Дисциплина                                           | Золото                          | Серебро                         | Бронза                         |
| 50 метров вольным стилем (Ветераны, женщины)         | Сорайя Шнайдер (00:29.88)       | Галит Коник (00:31.13)          | Сеси Коэн (00:32.15)           |
| 100 метров вольным стилем (Ветераны, женщины)        | Сорайя Шнайдер (01:06.72)       | Адина Фаур (01:07.14)           | Сеси Коэн (01:08.89)           |
| 200 метров вольным стилем (Ветераны, женщины)        | Сеси Коэн (02:30.21)            | Мири Розенбойм (02:42.87)       | Нурит Двир (02:50.35)          |
| 400 метров вольным стилем (Ветераны, женщины)        | Сеси Коэн (05:08.82)            | Авишаг Турк (05:31.27)          | Таль-Ман Бен-Йехуда (05:42.27) |
| 50 метров брассом (Ветераны, женщины)                | Сорайя Шнайдер (00:38.51)       | Офра Даян (00:39.98)            | Сеси Коэн (00:41.58)           |
| 100 метров брассом (Ветераны, женщины)               | Эйнав Кордрвер Шакед (01:26.33) | Сорайя Шнайдер (01:27.07)       | Офра Даян (01:27.67)           |
| 200 метров брассом (Ветераны, женщины)               | Эйнав Кордрвер Шакед (03:09.77) | Офра Даян (03:21.68)            | Эдва Ландсман (03:39.29)       |
| 50 метров баттерфляем (Ветераны, женщины)            | Рути Вайнер (00:33.40)          | Адина Фаур (00:33.93)           | Галит Коник (00:34.69)         |
| 100 метров баттерфляем (Ветераны, женщины)           | Рути Вайнер (01:21.88)          | Сеси Коэн (01:24.10)            | Лиора Шломи (01:24.51)         |
| 50 метров на спине (Ветераны, женщины)               | Адина Фаур (00:34.85)           | Авишаг Турк (00:38.16)          | Галит Коник (00:38.51)         |
| 100 метров на спине (Ветераны, женщины)              | Адина Фаур (01:16.39)           | Галит Коник (01:23.69)          | Авишаг Турк (01:23.90)         |
| 200 метров на спине (Ветераны, женщины)              | Сеси Коэн (03:00.97)            | Авишаг Турк (03:03.51)          | Майя Шлезингер (03:27.56)      |
| 200 метров комплексным плаванием (Ветераны, женщины) | Сеси Коэн (02:52.14)            | Эйнав Кордрвер Шакед (02:57.63) | Лиора Шломи (02:58.38)         |

#### 50 — 54
| Дисциплина                                           | Золото                        | Серебро                    | Бронза                   |
| 50 метров вольным стилем (Ветераны, женщины)         | Зивит Гутман Меири (00:31.72) | Наама Шамир (00:33.56)     | Майя Хай (00:35.32)      |
| 100 метров вольным стилем (Ветераны, женщины)        | Наама Шамир (01:15.15)        | Майя Хай (01:16.99)        | Шири Манор (01:22.36)    |
| 200 метров вольным стилем (Ветераны, женщины)        | Двора Кабани (02:44.94)       | Наама Шамир (02:46.14)     | Майя Хай (02:51.40)      |
| 400 метров вольным стилем (Ветераны, женщины)        | Зивит Гутман Меири (05:05.86) | Яэль Кусевицкий (05:31.84) | Двора Кабани (05:49.22)  |
| 50 метров брассом (Ветераны, женщины)                | Людмила Бабай (00:47.12)      | Оснат Шем-Тов (00:49.52)   | Михаль Флашин (00:50.17) |
| 100 метров брассом (Ветераны, женщины)               | Людмила Бабай (01:41.86)      | Рут Авидар (01:45.03)      | Денисе Ливи (01:50.24)   |
| 200 метров брассом (Ветераны, женщины)               | Людмила Бабай (03:44.00)      | Рут Авидар (03:48.86)      | Оснат Шем-Тов (04:02.51) |
| 50 метров баттерфляем (Ветераны, женщины)            | Зивит Гутман Меири (00:33.89) | Яэль Кусевицкий (00:35.33) | Наама Шамир (00:37.39)   |
| 100 метров баттерфляем (Ветераны, женщины)           | Зивит Гутман Меири (01:15.81) | Яэль Кусевицкий (01:20.43) | Денисе Ливи (01:43.63)   |
| 50 метров на спине (Ветераны, женщины)               | Двора Кабани (00:42.01)       | Адриана Азар (00:48.90)    | Лиор Фогель (00:49.77)   |
| 100 метров на спине (Ветераны, женщины)              | Двора Кабани (01:27.53)       | Яэль Альтман (01:46.23)    | Адриана Азар (01:48.67)  |
| 200 метров на спине (Ветераны, женщины)              | Двора Кабани (03:03.99)       | Яэль Альтман (03:41.31)    | Адриана Азар (03:55.11)  |
| 200 метров комплексным плаванием (Ветераны, женщины) | Зивит Гутман Меири (02:51.58) | Яэль Кусевицкий (03:00.76) | Людмила Бабай (03:24.57) |

#### 55 — 59
| Дисциплина                                           | Золото                        | Серебро                        | Бронза                         |
| 50 метров вольным стилем (Ветераны, женщины)         | Ронит Катан (00:32.22)        | Сузан Долгой (00:34.19)        | Трейси Грин (00:35.53)         |
| 100 метров вольным стилем (Ветераны, женщины)        | Ронит Катан (01:10.92)        | Сузан Долгой (01:16.58)        | Алида Липтон (01:20.38)        |
| 200 метров вольным стилем (Ветераны, женщины)        | Ронит Катан (02:33.77)        | Сузан Долгой (02:51.10)        | Наоми Гилель (03:12.11)        |
| 400 метров вольным стилем (Ветераны, женщины)        | Хагит Коэн (05:57.63)         | Сузан Долгой (06:02.42)        | Евгения Шильдерман (06:26.64)  |
| 50 метров брассом (Ветераны, женщины)                | Лариса Усталов (00:44.08)     | Алида Липтон (00:46.92)        | Мелинда Конлей (00:48.47)      |
| 100 метров брассом (Ветераны, женщины)               | Алида Липтон (01:41.63)       | Мелинда Конлей (01:51.73)      | Жаклин Зееман Чарак (01:52.16) |
| 200 метров брассом (Ветераны, женщины)               | Алида Липтон (03:38.42)       | Жаклин Зееман Чарак (04:24.45) | Элейн Призант DNS              |
| 50 метров баттерфляем (Ветераны, женщины)            | Хагит Коэн (00:37.13)         | Трейси Грин (00:39.91)         | Мелинда Конлей (00:46.79)      |
| 100 метров баттерфляем (Ветераны, женщины)           | Хагит Коэн (01:27.13)         | Дебора Блюменталь (02:05.39)   |                                |
| 50 метров на спине (Ветераны, женщины)               | Евгения Шильдерман (00:42.84) | Наоми Гилель (00:52.59)        | Элейн Призант NS               |
| 100 метров на спине (Ветераны, женщины)              | Евгения Шильдерман (01:32.21) | Лариса Усталов (01:36.52)      | Наоми Гиллель (01:56.19)       |
| 200 метров на спине (Ветераны, женщины)              | Ронит Катан (02:56.45)        | Евгения Шильдерман (03:27.32)  | Наоми Гилель (04:00.54)        |
| 200 метров комплексным плаванием (Ветераны, женщины) | Хагит Коэн (03:10.62)         | Лариса Усталов (03:25.21)      | Дебора Блюменталь (04:23.58)   |

#### 60 — 64
| Дисциплина                                           | Золото                      | Серебро                     | Бронза                     |
| 50 метров вольным стилем (Ветераны, женщины)         | Лимор Барак (00:34.22)      | Мишель Кувин (00:35.55)     | Эвелин Нигри (00:39.77)    |
| 100 метров вольным стилем (Ветераны, женщины)        | Мишель Кувин (01:16.36)     | Лимор Барак (01:16.37)      | Эвелин Нигри (01:33.13)    |
| 200 метров вольным стилем (Ветераны, женщины)        | Мишель Кувин (02:43.78)     | Лимор Барак (02:53.04)      | Дорит Голдберг (03:25.78)  |
| 400 метров вольным стилем (Ветераны, женщины)        | Мишель Кувин (05:39.80)     | Лимор Барак (06:10.77)      | Дебра Шитиц (07:15.85)     |
| 50 метров брассом (Ветераны, женщины)                | Лариса Голдштейн (00:50.93) | Карин Коэн (00:51.97)       | Агнес Ботфалвай (00:53.54) |
| 100 метров брассом (Ветераны, женщины)               | Лариса Голдштейн (01:53.11) | Агнес Ботфалвай (01:54.93)  | Ницца Флусс (02:15.80)     |
| 200 метров брассом (Ветераны, женщины)               | Лариса Голдштейн (04:09.37) | Агнес Ботфалвай (04:17.03)  | Ницца Флусс (04:51.65)     |
| 50 метров баттерфляем (Ветераны, женщины)            | Любовь Зиоров (00:44.13)    | Тами Залайт (01:03.61)      | Амит Якобсон (01:05.63)    |
| 100 метров баттерфляем (Ветераны, женщины)           | Любовь Зиоров (01:46.65)    | Амит Якобсон (02:36.66)     |                            |
| 50 метров на спине (Ветераны, женщины)               | Любовь Зиоров (00:46.07)    | Лариса Голдштейн (00:47.84) | Франсуаза Нетив (00:50.85) |
| 100 метров на спине (Ветераны, женщины)              | Любовь Зиоров (01:44.40)    | Лариса Голдштейн (01:49.62) | Эвелин Нигри (02:04.72)    |
| 200 метров на спине (Ветераны, женщины)              | Лариса Голдштейн (03:54.22) | Эвелин Нигри (04:15.45)     | Дина Харель (07:27.30)     |
| 200 метров комплексным плаванием (Ветераны, женщины) | Лариса Голдштейн (03:41.62) | Карин Коэн (04:04.641)      | Агнес Ботфалвай (04:25.15) |

#### 65 — 69
| Дисциплина                                           | Золото                       | Серебро                      | Бронза                  |
| 50 метров вольным стилем (Ветераны, женщины)         | Ронда Нисман (00:33.82)      | Наама Константини (00:35.88) | Венди Купер (00:37.76)  |
| 100 метров вольным стилем (Ветераны, женщины)        | Ронда Нисман (01:16.92)      | Венди Купер (01:23.78)       | Ева Мазор (01:28.12)    |
| 200 метров вольным стилем (Ветераны, женщины)        | Ронда Нисман (02:54.63)      | Ева Мазор (03:15.83)         | Илана Грабер (04:52.25) |
| 400 метров вольным стилем (Ветераны, женщины)        | Ронда Нисман (05:58.07)      | Ева Мазор (06:48.62)         | Илана Грабер (10:07.52) |
| 50 метров брассом (Ветераны, женщины)                | Наама Константини (00:50.93) | Ида Регина Коэн DNS          |                         |
| 100 метров брассом (Ветераны, женщины)               | Лариса Голдштейн (01:53.11)  | Агнес Ботфалвай (01:54.93)   | Ницца Флусс (02:15.80)  |
| 200 метров брассом (Ветераны, женщины)               | Ида Регина Коэн DNS          |                              |                         |
| 50 метров баттерфляем (Ветераны, женщины)            | Ронда Нисман (00:39.46)      | Ида Регина Коэн (01:08.90)   |                         |
| 100 метров баттерфляем (Ветераны, женщины)           | Ронда Нисман (01:41.61)      |                              |                         |
| 50 метров на спине (Ветераны, женщины)               | Венди Купер (00:42.92)       | Наама Константини (00:44.30) | Элен Боднер (00:50.17)  |
| 100 метров на спине (Ветераны, женщины)              | Венди Купер (01:37.85)       | Элен Боднер (01:52.10)       | Илана Грабер (02:34.29) |
| 200 метров на спине (Ветераны, женщины)              | Элен Боднер (04:13.16)       | Илана Грабер (05:20.69)      |                         |
| 200 метров комплексным плаванием (Ветераны, женщины) | Венди Купер (03:36.70)       | Ида Регина Коэн DNS          |                         |

#### 70 — 74
| Дисциплина                                           | Золото                     | Серебро                   | Бронза                     |
| 50 метров вольным стилем (Ветераны, женщины)         | Рути Бар Синай (00:50.20)  | Паула Эдельман (00:50.72) | Тамар Коэн (01:24.05)      |
| 100 метров вольным стилем (Ветераны, женщины)        | Михаль Ротшильд (01:38.89) | Рути Бар Синай (01:57.32) | Паула Эдельман (02:03.55)  |
| 200 метров вольным стилем (Ветераны, женщины)        | Яэль Штейнберг (04:26.43)  | Тамар Коэн (07:13.28)     |                            |
| 400 метров вольным стилем (Ветераны, женщины)        | Яэль Штейнберг (08:56.41)  |                           |                            |
| 50 метров брассом (Ветераны, женщины)                | Михаль Ротшильд (00:52.50) | Рути Бар Синай (00:55.18) | Беатриз Гербер (00:57.84)  |
| 100 метров брассом (Ветераны, женщины)               | Чантал Гази DNS            |                           |                            |
| 200 метров брассом (Ветераны, женщины)               | Беатриз Гербер (04:34.46)  |                           |                            |
| 50 метров баттерфляем (Ветераны, женщины)            | Михаль Ротшильд (00:53.40) | Рути Бар Синай (01:00.81) | Яэль Штейнберг (01:05.75)  |
| 100 метров баттерфляем (Ветераны, женщины)           | Яэль Штейнберг (02:32.94)  |                           |                            |
| 50 метров на спине (Ветераны, женщины)               | Рона Йоффе (00:45.90)      | Беатриз Гербер (00:56.44) | Паула Эйдельман (01:08.86) |
| 100 метров на спине (Ветераны, женщины)              | Рона Йоффе (01:41.06)      | Тамар Коэн (03:08.60)     |                            |
| 200 метров на спине (Ветераны, женщины)              | Рона Йоффе (03:38.83)      | Тамар Коэн (06:34.84)     |                            |
| 200 метров комплексным плаванием (Ветераны, женщины) | Рона Йоффе (04:01.32)      | Яэль Штейнберг (04:51.26) |                            |

#### 75 — 79
| Дисциплина                                           | Золото                                              | Серебро                   | Бронза                     |
| 50 метров вольным стилем (Ветераны, женщины)         | Эстер Стела Гольдштейн (00:36.43)                   | Маргарет Порат (00:49.01) | Бильга Левинзон (01:02.85) |
| 100 метров вольным стилем (Ветераны, женщины)        | Бильга Левинзон (02:39.84)                          |                           |                            |
| 200 метров вольным стилем (Ветераны, женщины)        | Эстер Стела Гольдштейн (03:05.65)                   |                           |                            |
| 400 метров вольным стилем (Ветераны, женщины)        | Эстер Стела Гольдштейн (06:39.23)                   |                           |                            |
| 50 метров брассом (Ветераны, женщины)                | Эстер Стела Гольдштейн (00:48.59)                   | Маргарет Порат (01:04.61) |                            |
| 100 метров брассом (Ветераны, женщины)               | Михаль Ротшильд (01:57.68)                          | Беатриз Гербер (02:11.37) |                            |
| 200 метров брассом (Ветераны, женщины)               | Эстер Стела Гольдштейн (03:55.88)                   |                           |                            |
| 100 метров баттерфляем (Ветераны, женщины)           | Соревнование в этой возрастной группе не состоялось |                           |                            |
| 50 метров на спине (Ветераны, женщины)               | Лея Бернштейн (00:56.44)                            |                           |                            |
| 100 метров на спине (Ветераны, женщины)              | Лея Бернштейн (02:04.22)                            |                           |                            |
| 200 метров на спине (Ветераны, женщины)              | Соревнование в этой возрастной группе не состоялось |                           |                            |
| 200 метров комплексным плаванием (Ветераны, женщины) | Соревнование в этой возрастной группе не состоялось |                           |                            |

#### 80+
| Дисциплина                                           | Золото                                              | Серебро               | Бронза                       |
| 50 метров вольным стилем (Ветераны, женщины)         | Барбара Розенбаум (01:04.55)                        | Неоми Вакс (01:10.55) | Хана Хейнрих (01:17.76)      |
| 100 метров вольным стилем (Ветераны, женщины)        | Жанна Шивалин (02:53.53)                            |                       |                              |
| 200 метров вольным стилем (Ветераны, женщины)        | Жанна Шивалин (05:52.91)                            |                       |                              |
| 400 метров вольным стилем (Ветераны, женщины)        | Соревнование не проводилось                         |                       |                              |
| 50 метров брассом (Ветераны, женщины)                | Барбара Розенбаум NS                                |                       |                              |
| 100 метров брассом (Ветераны, женщины)               | Барбара Розенбаум (03:05.10)                        |                       |                              |
| 50 метров баттерфляем (Ветераны, женщины)            | Барбара Розенбаум (01:29.58)                        |                       |                              |
| 100 метров баттерфляем (Ветераны, женщины)           | Барбара Розенбаум (03:34.87)                        |                       |                              |
| 200 метров брассом (Ветераны, женщины)               | Барбара Розенбаум (06:42.86)                        |                       |                              |
| 50 метров на спине (Ветераны, женщины)               | Барбара Розенбаум (01:13.54)                        | Неоми Вакс (01:21.03) | Хана Хейнрих (01:24.22)      |
| 100 метров на спине (Ветераны, женщины)              | Неоми Вакс (02:49.17)                               | Барбара Розенбаум NS  |                              |
| 200 метров на спине (Ветераны, женщины)              | Жанна Шивалин (05:44.18)                            | Неоми Вакс (05:55.27) | Барбара Розенбаум (06:11.19) |
| 200 метров комплексным плаванием (Ветераны, женщины) | Соревнование в этой возрастной группе не состоялось |                       |                              |

### Женщины (эстафеты)

#### 120-159
| Дисциплина                                                     | Золото                                                        | Серебро                                               | Бронза |
| эстафета 4×50 метров вольным стилем (Ветераны, женщины)        | Михаль Газит, Майя Мандель, Ади Менахем, Ямит Даон (02:11.16) |                                                       |        |
| эстафета 4×50 метров комплексным плаванием (Ветераны, женщины) | Ротем Силони, Реут Маран, Ади Сегаль, Майя Мендель (02:30.52) | Адриана Фазар, Денисе Леви, Сорайя Шнайдер (02:44.99) |        |

#### 160-199
| Дисциплина                                                     | Золото                                                                    | Серебро                                                                     | Бронза |
| Эстафета 4×50 метров вольным стилем (Ветераны, женщины)        | Галит Коник, Оксана Балиса, Ширли Бен-Шохам, Галит Лисогорский (02:09.61) | Тамара Гутерман, Анаселия Эль Калай, Денисе Ливи, Сорайя Шнайдер (02:17.29) |        |
| Эстафета 4×50 метров комплексным плаванием (Ветераны, женщины) | Оксана Балиса, Офра Даян, Рути Вайнер, Авишаг Турк (02:25.16)             |                                                                             |        |

#### 200-239
| Дисциплина                                                     | Золото                                                         | Серебро                                                                                 | Бронза                                                                     |
| Эстафета 4×50 метров вольным стилем (Ветераны, женщины)        | Трейси Грин, Майя Хай, Двора Кабани, Мишель Кувин (02:22.25)   | Смешанная команда: Мелинда Конли , Ницца Флусс , Сильви Карсенти , Сеси Коэн (02:47.08) | Фортуни Шайо, Адриана Сильва, Лилиан Диккер, Адриана Азар (03:04.77)       |
| Эстафета 4×50 метров комплексным плаванием (Ветераны, женщины) | Адина Фаур, Михаль Пиккель, Хагит Коэн, Галит Коник (02:26.89) | Смешанная команда Венди Купер , Алида Липтон , Сорайя Шнайдер , Сюзан Долгой (02:58.77) | Адриана Сильва, Анаселия Эль Калай, Фортуни Шайо, Лилиан Диккер (03:27.69) |

#### 240-279
| Дисциплина                                                     | Золото                                                                    | Серебро                                                           | Бронза                                                          |
| Эстафета 4×50 метров вольным стилем (Ветераны, женщины)        | Ронда Нисман, Эстер Гольдштейн, Лимор Барак, Лариса Гольдштейн (02:04.23) | Алида Липтон, Жаклин Зееман, Сузан Долгой, Венди Купер (02:40.60) | Илиана Грабер, Элейн Призант, Ида Коэн, Эвелин Нигри (03:40.37) |
| Эстафета 4×50 метров комплексным плаванием (Ветераны, женщины) | Двора Кабани, Трейси Грин, Ронда Нисман, Мишель Кувин (02:42.81)          | Элейн Призант, Эвелин Нигри, Ида Коэн, Илана Грабер (04:04.27)    |                                                                 |

### Мужчины (личные выступления)

#### 35 — 39
| Дисциплина                                           | Золото                     | Серебро                    | Бронза                     |
| 50 метров вольным стилем (Ветераны, мужчины)         | Томер Грюнвальд (00:26.46) | Габриэль Тайеб (00:27.40)  | Йонатан Марани (00:28.71)  |
| 100 метров вольным стилем (Ветераны, мужчины)        | Даниэль Кацир (00:57.40)   | Ор Шафир (00:57.64)        | Томер Грюнвальд (00:58.34) |
| 200 метров вольным стилем (Ветераны, мужчины)        | Даниэль Кацир (02:06.92)   | Ор Шафир (02:08.27)        | Томер Грюнвальд (02:11.12) |
| 400 метров вольным стилем (Ветераны, мужчины)        | Даниэль Кацир (04:32.06)   | Даррен Брова (05:29.60)    | Лиор Лави (06:22.15)       |
| 50 метров брассом (Ветераны, мужчины)                | Ури Левин (00:32.65)       | Омри Брант (00:33.94)      | Зеев Аарон (00:35.30)      |
| 100 метров брассом (Ветераны, мужчины)               | Ури Левин (01:12.22)       | Омри Брант (01:16.42)      | Зеев Аарон (01:22.54)      |
| 200 метров брассом (Ветераны, мужчины)               | Ури Левин (02:33.58)       | Зеев Аарон (02:53.93)      | Гай Авраам (03:14.46)      |
| 50 метров баттерфляем (Ветераны, мужчины)            | Томер Грюнвальд (00:28.85) | Гилад Ронен (00:32.44)     | Мизаэль Рудман (00:32.46)  |
| 100 метров баттерфляем (Ветераны, мужчины)           | Даниэль Кацир (01:03.98)   | Яков Жибольский (01:28.96) | Даррен Брова DNS           |
| 50 метров на спине (Ветераны, мужчины)               | Габриэль Тайеб (00:32.24)  | Орен Шабтай (00:32.52)     | Даниэль Кацир (00:33.78)   |
| 100 метров на спине (Ветераны, мужчины)              | Даниэль Кацир (01:09.10)   | Габриэль Тайеб (01:11.37)  | Орен Шабтай (01:11.94)     |
| 200 метров на спине (Ветераны, мужчины)              | Даниэль Кацир (02:26.04)   | Орен Шабтай (02:39.46)     | Даррен Брова (02:55.84)    |
| 200 метров комплексным плаванием (Ветераны, мужчины) | Даниэль Кацир (02:24.53)   | Ор Шафрир (02:25.90)       | Даррен Брова (02:57.54)    |

#### 40 — 44
| Дисциплина                                           | Золото                     | Серебро                      | Бронза                       |
| 50 метров вольным стилем (Ветераны, мужчины)         | Давид Гринберг (00:26.53)  | Асаф Шахаф (00:26.70)        | Даниэль Истрате (00:27.29)   |
| 100 метров вольным стилем (Ветераны, мужчины)        | Йонатан Мизрахи (00:59.22) | Давид Гринберг (01:00.16)    | Йонатан Бен-Шломо (01:01.21) |
| 200 метров вольным стилем (Ветераны, мужчины)        | Йонатан Мизрахи (02:14.19) | Бен Тхейн (02:15.45)         | Давид Гринберг (02:21.45)    |
| 400 метров вольным стилем (Ветераны, мужчины)        | Бен Тхейн (04:51.93)       | Ярон Зив (04:53.02)          | Йонатан Мизрахи (04:55.16)   |
| 50 метров брассом (Ветераны, мужчины)                | Асаф Шахаф (00:32.77)      | Авив Орен (00:32.92)         | Даниэль Истрате (00:33.44)   |
| 100 метров брассом (Ветераны, мужчины)               | Лирон Харшай (01:13.53)    | Даниэль Истрате (01:16.35)   | Эран Фридман (01:17.69)      |
| 200 метров брассом (Ветераны, мужчины)               | Лирон Харшай (02:41.43)    | Эран Фридман (02:54.98)      | Одед Гросс (03:00.00)        |
| 50 метров баттерфляем (Ветераны, мужчины)            | Ярон Зив (00:28.22)        | Йонатан Бен-Шломо (00:29.89) | Давид Гринберг (00:29.90)    |
| 100 метров баттерфляем (Ветераны, мужчины)           | Ярон Зив (01:05.88)        | Ариэль Друкман (01:15.55)    | Леонид Кипнис (01:23.20)     |
| 50 метров на спине (Ветераны, мужчины)               | Шай Вейцер (00:30.98)      | Эран Прейслер (00:31.46)     | Йонатан Бен Шломо (00:31.65) |
| 100 метров на спине (Ветераны, мужчины)              | Шай Вейцер (01:08.02)      | Эран Прейслер (01:09.01)     | Йонатан Бен Шломо (01:11.35) |
| 200 метров на спине (Ветераны, мужчины)              | Лирон Харшай (02:28.12)    | Шай Вейцер (02:30.91)        | Эран Прейслер (02:36.72)     |
| 200 метров комплексным плаванием (Ветераны, мужчины) | Лирон Харшай (02:26.68)    | Бен Тейн (02:32.65)          | Шай Вейцер (02:37.10)        |

#### 45 — 49
| Дисциплина                                           | Золото                          | Серебро                         | Бронза                       |
| 50 метров вольным стилем (Ветераны, мужчины)         | Эли Коэн (00:26.80)             | Маор Сасон (00:27.00)           | Гиди Гольдберг (00:27.02)    |
| 100 метров вольным стилем (Ветераны, мужчины)        | Эли Коэн (00:59.88)             | Маор Сасон (01:00.42)           | Леонардо Гендзель (01:00.60) |
| 200 метров вольным стилем (Ветераны, мужчины)        | Леонардо Гендзель (02:13.41)    | Эли Коэн (02:14.94)             | Арик Котек (02:16.48)        |
| 400 метров вольным стилем (Ветераны, мужчины)        | Ори Села (04:52.79)             | Леонардо Гендзель (04:56.57)    | Туваль Хан (05:03.65)        |
| 50 метров брассом (Ветераны, мужчины)                | Асаф Бен-Хаим (00:30.47)        | Маор Сасон (00:34.39)           | Идан Рувени (00:34.54)       |
| 100 метров брассом (Ветераны, мужчины)               | Гай Эльдар (01:14.75)           | Маор Сасон (01:19.92)           | Нир Фарбер (01:24.02)        |
| 200 метров брассом (Ветераны, мужчины)               | Гай Эльдар (02:46.50)           | Ури Сеган (03:05.52)            | Андрей Ильин (03:14.26)      |
| 50 метров баттерфляем (Ветераны, мужчины)            | Эли Коэн (00:28.33)             | Маурицио Вроцлавский (00:28.33) | Гиди Гольдберг (00:29.31)    |
| 100 метров баттерфляем (Ветераны, мужчины)           | Маурицио Вроцлавский (01:04.30) | Янир Альтар (01:08.33)          | Гай Эльдар (01:09.25)        |
| 50 метров на спине (Ветераны, мужчины)               | Арик Котек (00:30.97)           | Шай Кадиш (00:32.63)            | Леонардо Гендзель (00:33.03) |
| 100 метров на спине (Ветераны, мужчины)              | Арик Котек (01:06.80)           | Шай Кадиш (01:11.77)            | Леонардо Гендзель (01:13.21) |
| 200 метров на спине (Ветераны, мужчины)              | Арик Котек (02:27.38)           | Ори Села (02:33.98)             | Леонардо Гендзель (02:36.68) |
| 200 метров комплексным плаванием (Ветераны, мужчины) | Гай Эльдар (02:32.43)           | Ханан Нисенбаум (02:35.79)      | Ори Села (02:36.06)          |

#### 50 — 54
| Дисциплина                                           | Золото                        | Серебро                                              | Бронза                       |
| 50 метров вольным стилем (Ветераны, мужчины)         | Дэвид Летшерт (00:26.49)      | Родней Вайследер (00:27.43) Перкис Зафрир (00:27.43) |                              |
| 100 метров вольным стилем (Ветераны, мужчины)        | Дэвид Летшерт (00:58.43)      | Идо Кауфштейн (01:01.18)                             | Перкис Зафрир (01:01.70)     |
| 200 метров вольным стилем (Ветераны, мужчины)        | Роман Титиншнидер (02:14.70)  | Идо Кауфштейн (02:19.52)                             | Гершон Меншер (02:21.25)     |
| 400 метров вольным стилем (Ветераны, мужчины)        | Андрес Бохойер (05:18.87)     | Амнон Салей (05:24.75)                               | Ноам Пелег (05:38.75)        |
| 50 метров брассом (Ветераны, мужчины)                | Родни Вайследер (00:33.29)    | Дэвид Летшерт (00:34.08)                             | Перкис Зафрир (00:35.18)     |
| 100 метров брассом (Ветераны, мужчины)               | Родни Вайследер (01:18.05)    | Ури Нойман (01:22.35)                                | Галь Тейн (01:25.52)         |
| 200 метров брассом (Ветераны, мужчины)               | Гершон Меншер (02:50.22)      | Родни Вайследер (02:57.83)                           | Ури Нойман (03:07.17)        |
| 50 метров баттерфляем (Ветераны, мужчины)            | Дэвид Летшерт (00:28.76)      | Роберт Фридман (00:28.97)                            | Идо Кауфштейн (00:29.57)     |
| 100 метров баттерфляем (Ветераны, мужчины)           | Роберт Фридман (01:07.93)     | Роман Титиншнайдер (01:07.98)                        | Идо Кауфштейн (01:10.75)     |
| 50 метров на спине (Ветераны, мужчины)               | Маоз Альсберг (00:31.92)      | Дэвид Летшерт (00:32.39)                             | Йоханан Плеснер (00:33.20)   |
| 100 метров на спине (Ветераны, мужчины)              | Йоханан Плеснер (01:12.20)    | Авигдор Эльдад (01:17.04)                            | Михаэль Вайнтрауб (01:19.17) |
| 200 метров на спине (Ветераны, мужчины)              | Михаэль Вайнтрауб (02:50.96)  | Авигдор Эльдад (02:57.02)                            | Алекс Гольтер (03:05.57)     |
| 200 метров комплексным плаванием (Ветераны, мужчины) | Роман Титиншнайдер (02:35.20) | Перкис Зафрир (02:41.74)                             | Эйтан Авив (02:46.48)        |

#### 55 — 59
| Дисциплина                                           | Золото                       | Серебро                        | Бронза                         |
| 50 метров вольным стилем (Ветераны, мужчины)         | Флавио Кельнер (00:28.03)    | Андрес Фишер (00:28.21)        | Давид Айзен (00:28.52)         |
| 100 метров вольным стилем (Ветераны, мужчины)        | Андрес Фишер (01:02.27)      | Гай Навон (01:04.32)           | Пол Флейзиг (01:05.29)         |
| 200 метров вольным стилем (Ветераны, мужчины)        | Джеффри Кувин (02:14.79)     | Андрес Фишер (02:21.37)        | Пол Флейзиг (02:24.35)         |
| 400 метров вольным стилем (Ветераны, мужчины)        | Андрес Фишер (05:04.89)      | Ади Сегал (05:16.89)           | Орен Аронсон (05:26.15)        |
| 50 метров брассом (Ветераны, мужчины)                | Флавио Кельнер (00:32.38)    | Сергей Бобобников (00:35.26)   | Александр Блаватник (00:36.41) |
| 100 метров брассом (Ветераны, мужчины)               | Флавио Кельнер (01:16.90)    | Джеффри Кувин (01:19.24)       | Сергей Бобобников (01:22.44)   |
| 200 метров брассом (Ветераны, мужчины)               | Эяль Орен (03:04.70)         | Илан Лави (03:09.62)           | Александр Блаватник (03:11.65) |
| 50 метров баттерфляем (Ветераны, мужчины)            | Аарон Исраэль (00:30.71)     | Андрес Фишер (00:30.92)        | Джеффри Кувин (00:31.29)       |
| 100 метров баттерфляем (Ветераны, мужчины)           | Андрес Фишер (01:09.72)      | Пол Флейзиг (01:12.42)         | Гай Навон (01:15.87)           |
| 50 метров на спине (Ветераны, мужчины)               | Яир Вайсслер (00:35.00)      | Александр Блаватник (00:36.96) | Гади Кахана (00:39.13)         |
| 100 метров на спине (Ветераны, мужчины)              | Яир Вайсслер (01:17.34)      | Александр Блаватник (01:19.92) | Арад Тальмон (01:26.01)        |
| 200 метров на спине (Ветераны, мужчины)              | Сергей Бобобников (03:07.40) | Гади Кахана (03:11.94)         | Йоси Кадори (04:55.15)         |
| 200 метров комплексным плаванием (Ветераны, мужчины) | Джеффри Кувин 02:33.88)      | Андрес Фишер (02:41.69)        | Эяль Орен (02:46.56)           |

#### 60 — 64
| Дисциплина                                           | Золото                   | Серебро                       | Бронза                     |
| 50 метров вольным стилем (Ветераны, мужчины)         | Игорь Краков (00:27.94)  | Эдуардо Кестельман (00:30.07) | Дани Вал (00:30.51)        |
| 100 метров вольным стилем (Ветераны, мужчины)        | Игорь Краков (01:03.58)  | Эдуардо Кестельман (01:11.67) | Михайло Поляков (01:17.84) |
| 200 метров вольным стилем (Ветераны, мужчины)        | Илья Шнайдер (02:43.00)  | Алон Харис (02:46.25)         | Рон Аран (02:53.72)        |
| 400 метров вольным стилем (Ветераны, мужчины)        | Алон Харис (06:08.54)    | Сержио Ситчин (06:33.27)      | Амирам Давид (08:01.14)    |
| 50 метров брассом (Ветераны, мужчины)                | Рон Керман (00:36.40)    | Зоар Элиэзер (00:40.52)       | Алон Харис (00:41.21)      |
| 100 метров брассом (Ветераны, мужчины)               | Рон Керман (01:23.56)    | Эдуардо Кестельман (01:36.52) | Боаз Шварцман (01:37.01)   |
| 200 метров брассом (Ветераны, мужчины)               | Рон Керман (03:05.38)    | Боаз Шварцман (03:38.08)      | Зоар Элиэзер (03:48.48)    |
| 50 метров баттерфляем (Ветераны, мужчины)            | Дани Вал (00:36.30)      | Эдуардо Кестельман (00:39.32) | Сержио Ситчин (00:40.65)   |
| 100 метров баттерфляем (Ветераны, мужчины)           | Эрез Шкеди (02:10.67)    | Рон Аран DNS                  | Эдуардо Кестельман DNS     |
| 50 метров на спине (Ветераны, мужчины)               | Игорь Краков (00:32.14)  | Рами Хольцман (00:38.74)      | Алон Харис (00:39.22)      |
| 100 метров на спине (Ветераны, мужчины)              | Игорь Краков (01:11.69)  | Рами Хольцман (01:26.42)      | Михайло Поляков (01:38.47) |
| 200 метров на спине (Ветераны, мужчины)              | Рон Керман (02:53.62)    | Алон Харис (03:16.11)         | Рами Хольцман DNS          |
| 200 метров комплексным плаванием (Ветераны, мужчины) | Боаз Шварцман (03:25.64) | Рон Аран (03:38.66)           | Амнон Давидофф (03:58.57)  |

#### 65 — 69
| Дисциплина                                           | Золото                                       | Серебро                      | Бронза                       |
| 50 метров вольным стилем (Ветераны, мужчины)         | Асаф Шари (00:31.20)                         | Клиффорд Гаррун (00:31.30)   | Даниэль Перельман (00:31.56) |
| 100 метров вольным стилем (Ветераны, мужчины)        | Клиффорд Гаррун Даниэль Перельман (01:10.37) |                              | Асаф Шари (01:13.21)         |
| 200 метров вольным стилем (Ветераны, мужчины)        | Даниэль Перельман (02:40.87)                 | Клиффорд Гаррун (02:44.33)   | Томми Манор (02:44.93)       |
| 400 метров вольным стилем (Ветераны, мужчины)        | Дов Нисман (05:10.16)                        | Даниэль Перельман (05:56.75) | Томми Манор (05:59.17)       |
| 50 метров брассом (Ветераны, мужчины)                | Цви Алума (00:44.83)                         | Тревор Вайнштейн (00:46.38)  | Габи Бар (00:46.79)          |
| 100 метров брассом (Ветераны, мужчины)               | Хулио Киршбаум (01:47.58)                    | Тревор Вайнштейн (01:48.12)  | Габи Бар (01:51.68)          |
| 200 метров брассом (Ветераны, мужчины)               | Цви Алума (04:06.75)                         | Хулио Киршбаум (04:10.75)    | Тревор Вайнштейн (04:21.42)  |
| 50 метров баттерфляем (Ветераны, мужчины)            | Амир Гур (00:45.18)                          | Хулио Киршбаум (00:56.30)    | Одед Яркони DNS              |
| 100 метров баттерфляем (Ветераны, мужчины)           | Дов Нисман (01:12.45)                        |                              |                              |
| 50 метров на спине (Ветераны, мужчины)               | Даниэль Перельман (00:40.23)                 | Хулио Киршбаум (00:50.13)    | Амир Гур (00:50.15)          |
| 100 метров на спине (Ветераны, мужчины)              | Даниэль Перельман (01:25.64)                 | Амир Гур (01:56.56)          | Тревор Вайнштейн (01:59.05)  |
| 200 метров на спине (Ветераны, мужчины)              | Амнон Газит (03:12.17)                       | Бени Амитай (03:49.92)       | Дорон Коэн (04:21.01)        |
| 200 метров комплексным плаванием (Ветераны, мужчины) | Дов Нисман (02:42.67)                        | Хулио Киршбаум (04:09.34)    | Одед Яркони DNS              |

#### 70 — 74
| Дисциплина                                           | Золото                    | Серебро                     | Бронза                      |
| 50 метров вольным стилем (Ветераны, мужчины)         | Элон Тувис (00:33.00)     | Бернард Кампел (00:35.06)   | Джеффри Ротшильд (00:37.16) |
| 100 метров вольным стилем (Ветераны, мужчины)        | Бернард Кемпел (01:19.64) | Давид Зархи (01:19.88)      | Джеффри Ротшильд (01:23.62) |
| 200 метров вольным стилем (Ветераны, мужчины)        | Бернард Кампел (03:01.15) | Джеффри Ротшильд (03:23.03) | Роман Гронски (03:29.96)    |
| 400 метров вольным стилем (Ветераны, мужчины)        | Роман Гронски (07:13.27)  | Джеффри Ротшильд (07:21.34) | Лиор Грюнвальд (07:46.67)   |
| 50 метров брассом (Ветераны, мужчины)                | Давид Зархи (00:43.94)    | Нир Реувени (00:45.83)      | Джеффри Ротшильд (00:48.36) |
| 100 метров брассом (Ветераны, мужчины)               | Давид Зархи (01:40.09)    | Нир Реувени (01:49.02)      | Джеффри Ротшильд (02:08.90) |
| 200 метров брассом (Ветераны, мужчины)               | Давид Зархи (03:42.80)    | Нир Реувени (04:12.24)      | Джеффри Ротшильд (04:22.92) |
| 50 метров баттерфляем (Ветераны, мужчины)            | Элон Тувис (00:37.57)     | Элиэзер Даром (00:45.40)    | Михаэль Бондер (01:01.32)   |
| 100 метров баттерфляем (Ветераны, мужчины)           | Михаэль Бондер (02:35.55) |                             |                             |
| 50 метров на спине (Ветераны, мужчины)               | Элон Тувис (00:42.06)     | Элиэзер Даром (00:48.68)    | Роман Гронски (00:51.82)    |
| 100 метров на спине (Ветераны, мужчины)              | Элиэзер Даром (01:49.00)  | Элон Тувис NS               |                             |
| 200 метров на спине (Ветераны, мужчины)              | Элиэзер Даром (04:00.69)  | Нир Реувени (04:08.28)      |                             |
| 200 метров комплексным плаванием (Ветераны, мужчины) | Бернард Кампел (03:28.27) | Нир Реувени (04:03.72)      | Роман Гронски (04:41.58)    |

#### 75 — 79
| Дисциплина                                           | Золото                                               | Серебро                     | Бронза                      |
| 50 метров вольным стилем (Ветераны, мужчины)         | Йона Тадир (00:32.84)                                | Шломо Таль (00:37.19)       | Маркос Сайнфельд (00:38.37) |
| 100 метров вольным стилем (Ветераны, мужчины)        | Яир Ландау (01:23.12)                                | Шломо Таль (01:27.10)       | Маркос Сайнфельд (01:34.77) |
| 200 метров вольным стилем (Ветераны, мужчины)        | Яир Ландау (03:09.70)                                | Шломо Таль (03:27.25)       | Маркос Сайнфельд (03:41.10) |
| 400 метров вольным стилем (Ветераны, мужчины)        | Яир Ландау (06:54.82)                                | Шломо Таль (07:12.14)       | Маркос Сайнфельд (08:11.43) |
| 50 метров брассом (Ветераны, мужчины)                | Яир Ландау (00:45.81)                                | Маркос Сайнфельд (01:01.88) | Арие Щербаков (01:04.84)    |
| 100 метров брассом (Ветераны, мужчины)               | Гершон Шефа (01:38.42)                               | Маркос Сайнфельд (02:22.61) | Алан Вульф (02:37.16)       |
| 200 метров брассом (Ветераны, мужчины)               | Арие Щербаков (05:54.34)                             |                             |                             |
| 50 метров баттерфляем (Ветераны, мужчины)            | Маркос Сайнфельд (01:01.75)                          | Йона Тадир DNS              | Арие Щербаков DQ            |
| 100 метров баттерфляем (Ветераны, мужчины)           | В этой возрастной группе соревнование не проводилось |                             |                             |
| 50 метров на спине (Ветераны, мужчины)               | Гершон Шефа (00:41.08)                               | Ицхак Хен (00:44.28)        | Маркос Сайнфельд (00:54.49) |
| 100 метров на спине (Ветераны, мужчины)              | Гершон Шефа (01:30.90)                               | Ицхак Хен (01:42.44)        | Маркос Сайнфельд (02:15.46) |
| 200 метров на спине (Ветераны, мужчины)              | Ицхак Хен (03:52.50)                                 | Маркос Сайнфельд (04:49.87) |                             |
| 200 метров комплексным плаванием (Ветераны, мужчины) | Гершон Шефа (03:22.66)                               | Маркос Сайнфельд (04:36.71) |                             |

#### 80+
| Дисциплина                                           | Золото                    | Серебро                 | Бронза                  |
| 50 метров вольным стилем (Ветераны, женщины)         | Амирам Траубер (00:38.92) | Эдвард Ашер (00:45.22)  | Хирам Села (00:46.76)   |
| 100 метров вольным стилем (Ветераны, мужчины)        | Амирам Траубер (01:30.51) | Эдвард Ашер (01:50.84)  | Хирам Села (02:03.27)   |
| 200 метров вольным стилем (Ветераны, мужчины)        | Амирам Траубер (03:26.23) | Зеев Шабтай (03:26.61)  | Хирам Села (04:38.71)   |
| 400 метров вольным стилем (Ветераны, мужчины)        | Амирам Траубер (07:13.11) |                         |                         |
| 50 метров брассом (Ветераны, мужчины)                | Эдвард Ашер (01:02.10)    | Давид Рорка (01:07.66)  | Ицхак Зак (01:13.89)    |
| 100 метров брассом (Ветераны, мужчины)               | Давид Рорка (02:34.31)    | Барух Меири (02:39.39)  | Нахум Горвиц (03:44.27) |
| 200 метров брассом (Ветераны, мужчины)               | Зеев Шабтай (04:17.60)    | Нахум Горвиц (08:13.73) |                         |
| 50 метров баттерфляем (Ветераны, мужчины)            | Эдвард Ашер (00:55.87)    | Давид Рорка (01:00.10)  | Хирам Села (01:21.37)   |
| 100 метров баттерфляем (Ветераны, мужчины)           | Давид Рорка (02:33.75)    | Эдвард Ашер DNS         |                         |
| 50 метров на спине (Ветераны, мужчины)               | Амирам Траубер (00:51.09) | Эдвард Ашер (00:55.12)  | Барух Меири (01:04.34)  |
| 100 метров на спине (Ветераны, мужчины)              | Барух Меири (02:23.09)    | Ицхак Зак (02:28.03)    | Ашер Вайль (02:38.67)   |
| 200 метров на спине (Ветераны, мужчины)              | Зеев Шабтай (04:07.28)    | Ицхак Зак (05:11.12)    | Нахум Горвиц (06:20.07) |
| 200 метров комплексным плаванием (Ветераны, мужчины) | Зеев Шабтай (03:59.22)    | Эдвард Ашер (05:14.60)  |                         |

### Мужчины (эстафеты)

#### 120-159
| Дисциплина                                                     | Золото                                                              | Серебро | Бронза |
| Эстафета 4×50 метров вольным стилем (Ветераны, мужчины)        | Ярон ЗИВ, Даниэль Истрате, Йонатан Марани, Даниэль Кацир (01:49.44) |         |        |
| Эстафета 4×50 метров комплексным плаванием (Ветераны, мужчины) | Эран Прейслер, Ариэль Друкман, Ярон Зив, Даниэль Кацир (02:07.76)   |         |        |

#### 160-199
| Дисциплина                                                     | Золото                                                                             | Серебро                                                                      | Бронза                                                                                             |
| Эстафета 4×50 метров вольным стилем (Ветераны, мужчины)        | Эли Коэн, Ханан Нисенбаум, Гай Шмуэли, Маор Сассон (01:48.35)                      | Давид Гринберг, Маурисио Вроцлавский, Эли Коэн, Леонардо Гендзель (01:49.78) | Смешенная команда: Родни Вайследер, Даррен Брова, Даниеэль Перельман, Йонатан Бен-Шломо (01:54.39) |
| Эстафета 4×50 метров комплексным плаванием (Ветераны, мужчины) | Леонардо Гендзель, Флавио Кельнер, Маурисио Вроцлавский, Давид Гринберг (02:02.66) | Шай Кадиш, Даниэль Истрате, Гиди Гольдберг, Арик Котек (02:05.09)            | |

#### 200-239
| Дисциплина                                                     | Золото                                                                  | Серебро                                                                                           | Бронза                                                                            |
| Эстафета 4×50 метров вольным стилем (Ветераны, мужчины)        | Шай Кадиш, Перкис Зафрир, Маоз Алсберг, Идо Кауфштейн (01:49.22)        | Эдуардо Кестельман, Роберто Креймер, Флавио Снайдер, Флавио Кельнер (01:58.99)                    | Диего Меламед, Адриан Леонардо Йеллати, Диего Сегалис, Андрес Бохойерс (02:02.49) |
| Эстафета 4×50 метров комплексным плаванием (Ветераны, мужчины) | Маоз Альсберг, Маор Сасон, Роман Титиншнайдер, Перкис Зафрир (02:04.67) | Смешанная команда: Даниэль Перельман , Родней Вайследер , Диего Меламед , Даррен Брова (02:18.88) | Марк Сильвер, Поль Флайсциг, Роберт Фридман, Тревор Вайнштейн (02:26.53)          |

#### 240-279
| Дисциплина                                                     | Золото                                                               | Серебро                                                                 | Бронза                                                                  |
| Эстафета 4×50 метров вольным стилем (Ветераны, мужчины)        | Цви Алума, Зоар Элиэзер, Рон Керман, Сергей Бобобников (02:09.83)    | Сандор Шер, Карлос Найбриф, Эдвард Ашер, Александр Блаватник (02:29.17) | Исраэль Ройтман, Пинхас Коэн, Пинхас Коэн, Марсело Спектор (02:44.41)   |
| Эстафета 4×50 метров комплексным плаванием (Ветераны, мужчины) | Авигдор Эльдад, Сергей Бобобников, Дов Нисман, Рон Керман (02:12.93) | Сандор Шер, Александр Блаватник, Эдвард Ашер, Карлос Найбриф (03:05.53) | Матиас Вайншток, Пинхас Коэн, Сержио Ситчин, Исраэль Ройтман (03:22.22) |

#### 280-319
| Дисциплина                                              | Золото                                                                                         | Серебро | Бронза |
| Эстафета 4×50 метров вольным стилем (Ветераны, мужчины) | Смешанная команда: Julio Kirschbaum, Marcos Szeinfeld, Nahum Gorwitz, Roman Gronsky (03:30.97) |         |        |

### Смешанные эстафеты

#### 70-74
| Дисциплина                                                                                    | Золото                                                          | Серебро | Бронза |
| Плавание на Маккабиаде 2022 — смешанная эстафета 4×50 метров вольным стилем (Ветераны)        | Исраэль Ройтман, Ида Коэн, Пинхас Коэн, Илана Грабер (03:43.69) |         |        |
| Плавание на Маккабиаде 2022 — смешанная эстафета 4×50 метров комплексным плаванием (Ветераны) | Илана Грабер, Пинхас Коэн, Ида Коэн, Исраэль Ройтман (04:39.55) |         |        |

#### 120-159
| Дисциплина                                                      | Золото                                                          | Серебро | Бронза |
| Смешанная эстафета 4×50 метров вольным стилем (Ветераны)        | Даниэль Кацир, Ярон Зив, Михаль Газит, Майя Мандель (01:55.89)  |         |        |
| Смешанная эстафета 4×50 метров комплексным плаванием (Ветераны) | Михаль Газит, Ариэль Друкман, Ярон Зив, Майя Мандель (02:07.54) |         |        |

#### 160-199
| Дисциплина                                                      | Золото                                                         | Серебро                                                                             | Бронза                                                                               |
| Смешанная эстафета 4×50 метров вольным стилем (Ветераны)        | Маор Сасон, Янир Альтар, Оксана Балиса, Галит Коник (01:58.36) | Давид Гринберг, Анаселия Эль Калай, Сорайя Шнайдер, Маурисио Вроцлавский (01:58.96) |                                                                                      |
| Смешанная эстафета 4×50 метров комплексным плаванием (Ветераны) | Арик Котек, Лиор Харшай, Ямит Даон, Ширли Бен Шохам (02:14.41) | Леонардо Гендзель, Флавио Кельнер, Сорайя Шнайдер, Анаселия Эль Калай (02:16.64)    | Диего Мартин Меламед, Адриан Норемберг, Ромина Бентолина, Лаура Файнгольд (02:50.91) |

#### 200-239
| Дисциплина                                                      | Золото                                                              | Серебро                                                                    | Бронза                                                                         |
| Смешанная эстафета 4×50 метров вольным стилем (Ветераны)        | Перкис Зафрир, Аарон Исраэль, Наама Шамир, Михаль Пиккер (02:02.05) | Флавио Кельнер, Денисе Ливи, Тамара Гутерман, Леонардо Гендзель (02:07.12) | Алида Липтон, Поль Флейзинг, Роберт Фридман, Сузан Долгой (02:11.01)           |
| Смешанная эстафета 4×50 метров комплексным плаванием (Ветераны) | Роман Титиншнайдер, Маор Сасон, Адина Фаур, Ронит Катан (02:13.77)  | Алида Липтон, Поль Флайсциг, Роберт Фридман, Венди Купер (02:29.72)        | Роберто Краймер, Денисе Ливи, Маурицио Вроцлавский, Тамара Гутерман (02:33.63) |

#### 240-279
| Дисциплина                                                      | Золото                                                                | Серебро                                                                       | Бронза                                                                                           |
| Смешанная эстафета 4×50 метров вольным стилем (Ветераны)        | Рон Керман, Ханан Нисенбаум, Ронда Нисман, Мишель Кувин (02:06.84)    | Эдвард Ашер, Барбара Розенбаум, Александр Блаватник, Медина Конлей (02:45.53) | Смешанная команда Маркос Сайнфельд , Роман Гронский , Андрея Клайн , Сильвия Карсенти (02:49.58) |
| Смешанная эстафета 4×50 метров комплексным плаванием (Ветераны) | Алон Харисс, Сергей Бобобников, Ронда Нисман, Мишель Кувин (02:30.92) | Эдвард Ашер, Барбара Розенбаум, Александр Блаватник, Медина Конлей (03:31.82) | Смешанная команда Сильвия Карсенти , Андрея Клайн , Роман Гронский, Маркос Сайнфельд (03:54.02)  |